# 북대서양 조약 기구의 기

북대서양 조약 기구의 기

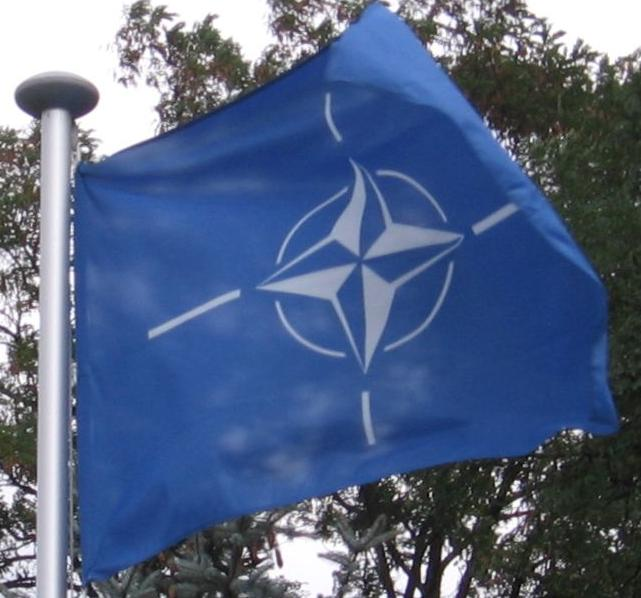
북대서양 조약 기구의 기

북대서양 조약 기구의 기는 북대서양 조약 기구를 상징하는 기로, 1953년 10월 14일에 제정되었다. 짙은 남색 바탕에 하얀색 나침도와 빛을 내는 네 개의 하얀색 선이 그려져 있다.

## 모양
북대서양 조약 기구의 웹사이트에서는 이 기의 치수에 대해 다음과 같은 비율로 정의하고 있다.
- 길이: 400 (단위)
- 너비: 300
- 별: 150
- 별 뒤쪽에 있는 원의 지름: 115
- 별과 하얀색 선 사이의 공간: 10
- 기의 가장자리와 하얀색 선 사이의 공간: 30

## 같이 보기
- 유럽기